# Прыжки с трамплина на чемпионате мира по лыжным видам спорта 2019 — большой трамплин (мужчины, команды)
Соревнования в командном первенстве по прыжкам с большого трамплина (К-120) среди мужчин в рамках чемпионата мира по лыжным видам спорта 2019 года в австрийском Зефельде прошли 24 февраля в Инсбруке на знаменитом олимпийском трамплине Бергизель.
Сборная Германии выиграла золото в командном первенстве на большом трамплине впервые с 2001 года. Австрийцы завоевали медаль в этой дисциплине на восьмом чемпионате мира подряд (2005—2019). Японцы завоевали медаль в этом виде программы впервые с 2009 года.

## Медалисты
| Золото                                                                     | Серебро                                                                    | Бронза                                                          |
| Германия · Карл Гайгер · Рихард Фрайтаг · Штефан Лайе · Маркус Айзенбихлер | Австрия · Филипп Ашенвальд · Михаэль Хайбёк · Даниэль Хубер · Штефан Крафт | Япония · Юкия Сато · Дайки Ито · Дзюнсиро Кобаяси · Рёю Кобаяси |

## Результаты
| Место | Номер | Страна                                                                                       | Попытка 1 Дистанция (м) | Попытка 1 Очки                | Попытка 1 Место | Попытка 2 Дистанция (м)   | Попытка 2 Очки                | Попытка 2 Место           | Очки (всего)              |
| ----- | ----- | -------------------------------------------------------------------------------------------- | ----------------------- | ----------------------------- | --------------- | ------------------------- | ----------------------------- | ------------------------- | ------------------------- |
| 1     | 11    | Германия · Карл Гайгер · Рихард Фрайтаг · Штефан Лайе · Маркус Айзенбихлер                   | 129.0 121.0 126.0 128.0 | 487.0 127.6 113.3 115.9 130.2 | 1               | 130.0 120.0 128.5 128.5   | 500.5 132.2 114.9 124.3 129.1 | 1                         | 987.5                     |
| 2     | 9     | Австрия · Филипп Ашенвальд · Михаэль Хайбёк · Даниэль Хубер · Штефан Крафт                   | 117.0 122.5 126.5 125.0 | 462.8 107.3 111.6 119.8 124.1 | 2               | 118.0 120.5 126.5 123.5   | 468.1 109.3 115.7 120.2 122.9 | 2                         | 930.9                     |
| 3     | 10    | Япония · Юкия Сато · Дайки Ито · Дзюнсиро Кобаяси · Рёю Кобаяси                              | 119.5 117.0 127.0       | 454.2 109.6 100.9 115.7 128.0 | 3               | 125.0 116.0 126.0 123.0   | 466.0 121.0 105.5 117.3 122.2 | 4                         | 920.2                     |
| 4     | 12    | Польша · Пётр Жила · Стефан Хула · Давид Кубацкий · Камиль Стох                              | 121.5 113.5 127.0 125.0 | 451.8 114.8 92.7 120.2 124.1  | 4               | 119.5 116.5 126.5 122.5   | 457.3 112.6 105.1 117.4 122.2 | 5                         | 909.1                     |
| 5     | 8     | Норвегия · Халвор Эгнер Гранеруд · Андреас Стьернен · Йоханн Андре Форфанг · Роберт Юханссон | 117.5 123.5 122.0 117.5 | 432.9 107.7 113.6 108.5 103.1 | 5               | 121.5 120.5 127.0 121.0   | 467.3 115.7 112.3 120.3 119.0 | 3                         | 900.2                     |
| 6     | 7     | Словения · Анже Ланишек · Петер Превц · Жига Елар · Тими Зайц                                | 117.0 123.0 117.0 121.0 | 422.3 102.7 112.2 97.2 110.2  | 6               | 118.0 120.0 119.0 117.0   | 436.4 110.4 110.6 105.8 109.6 | 6                         | 858.7                     |
| 7     | 6     | Швейцария · Андреас Шулер · Лука Эглофф · Симон Амманн · Киллиан Пайер                       | 112.0 111.5 125.5 127.0 | 413.7 90.4 84.9 111.3 127.1   | 7               | 108.0 110.5 123.0 128.5   | 423.3 90.5 87.3 111.9 133.6   | 7                         | 837.0                     |
| 8     | 5     | Чехия · Виктор Полашек · Томаш Ванцура · Честмир Козишек · Роман Куделка                     | 119.0 118.0 118.5 120.5 | 412.7 107.4 97.6 98.1 109.6   | 8               | 121.5 106.0 112.0 122.0   | 405.7 114.0 83.3 91.5 116.9   | 8                         | 818.4                     |
| 9     | 4     | Россия · Денис Корнилов · Дмитрий Васильев · Роман Трофимов · Евгений Климов                 | 109.5 111.5 115.0 123.5 | 370.9 82.5 83.7 89.4 115.3    | 9               | Не прошли во второй раунд | Не прошли во второй раунд     | Не прошли во второй раунд | Не прошли во второй раунд |
| 10    | 3     | Финляндия · Яркко Мяяття · Андреас Аламоммо · Эту Ноусиайнен · Антти Аалто                   | 110.5 106.5 115.5 118.0 | 354.1 83.6 76.7 90.8 103.2    | 10              | Не прошли во второй раунд | Не прошли во второй раунд     | Не прошли во второй раунд | Не прошли во второй раунд |
| 11    | 2     | США · Патрик Гасиница · Эндрю Урлауб · Кевин Бикнер · Кейси Ларсон                           | 103.0 111.0 121.0 113.0 | 342.5 69.9 83.3 101.4 87.9    | 11              | Не прошли во второй раунд | Не прошли во второй раунд     | Не прошли во второй раунд | Не прошли во второй раунд |
| 12    | 1     | Казахстан · Глеб Сафонов · Сабиржан Муминов · Сергей Ткаченко · Никита Девяткин              | 75.0 102.5 116.0 84.0   | 214.6 16.2 70.1 96.3 32.0     | 11              | Не прошли во второй раунд | Не прошли во второй раунд     | Не прошли во второй раунд | Не прошли во второй раунд |